# Средиземное море (фильм)
«Средиземное море» (итал. Mediterraneo) — итальянский художественный фильм 1991 года, комедия, снятая режиссёром Габриэле Сальваторесом. Фильм получил премию «Оскар» 1992 года в номинации «Лучший фильм на иностранном языке».

## Сюжет
Действие фильма происходит во время Второй мировой войны. Восемь итальянских солдат оказываются на небольшом греческом острове в Эгейском море. Их корабль потоплен, и они вынуждены остаться здесь, вступив в связь с местным населением.
Местные вначале принимают их за немцев, к которым испытывают ненависть, так как те забрали с острова всё мужское население. Но для бывших итальянских солдат война завершилась, и они пытаются обустроить свою жизнь здесь, упиваясь мирной спокойной жизнью.

## В ролях
- Диего Абатантуоно — Никола Лоруссо
- Клаудио Бигальи — Раффаэлле Монтини
- Джузеппе Чедерна — Антонио Фарина
- Клаудио Бизио — Коррадо Новента
- Луиджи Альберти — Элизео Страццабоско
- Мемо Дини — Либерто Мунарон
- Васко Мирандола — Феличе Мунарон
- Уго Конти — Лучьяно Коласанти
- Ванна Барба — Вассилисса
- Луиджи Монтини — православный священник
- Ирене Грациоли — пастушка
- Антонио Катаниа — Кармело ла Роса

## Награды
- 1992 — премия Оскар за лучший иностранный фильм
- 1991 — три премии «Давид ди Донателло»: лучший фильм, монтаж (Нино Баральи), звук (Тициано Кротти)
- 1991 — три номинации на премию «Давид ди Донателло»: лучший режиссёр (Габриэле Сальваторес), продюсер (Марио Чекки Гори, Витторио Чекки Гори, Джанни Минервини), сценарий (Энцо Монтелеоне)